# Haos (film)
Haos este un film de război regizat de Akira Kurosawa după un scenariu de Akira Kurosawa. A fost produs în Japonia de studiourile Asmik Ace Entertainment[*] și a avut premiera la 1 iunie 1985, fiind distribuit de Tōhō. Coloana sonoră este compusă de Tōru Takemitsu. Cheltuielile de producție s-au ridicat la 11.500.000 $. Filmul a avut încasări de 19.000.000 de dolari americani.

## Distribuție
Rolurile principale au fost interpretate de actorii:
- Tatsuya Nakadai - Ichimonji Hidetora (一文字 秀虎?), echivalentul în film al Regelui Lear
- Akira Terao - Ichimonji „Taro” Takatora (一文字 太郎 孝虎?), fiul cel mai mare și moștenitorul lui Hidetora, echivalentul în film al fiicei lui Lear, Goneril
- Jinpachi Nezu - Ichimonji „Jiro” Masatora (一文字 次郎 正虎?), fiul mijlociu al lui Hidetora, echivalentul în film al fiicei lui Lear, Regan
- Daisuke Ryu - Ichimonji „Saburo” Naotora (一文字 三郎 直虎?), fiul cel mai mic al lui Hidetora, echivalentul în film al Cordeliei
- Mieko Harada - Lady Kaede (楓の方 Kaede no Kata?), soția lui Taro și echivalentul în film al lui Edmund
- Yoshiko Miyazaki - Lady Sué (末の方 Sue no Kata?), soția lui Jiro al cărui clan a fost distrus de Hidetora și echivalentul grosolan al lui Albany, soț al Gonerilei
- Mansai Nomura - Tsurumaru (鶴丸?), fratele lui Sué, care a fost orbit de Hidetora și echivalentul în film al lui Gloucester
- Hisashi Igawa - Kurogane (鉄?), consilierul principal și comandantul militar al lui Jiro
- Peter ca Kyoami (狂阿弥 Kyōami?), bufonul
- Masayuki Yui - Hirayama Tango (平山 丹後?), principalul consilier al lui Hidetora, aproximativ echivalentul lui Kent
- Kazuo Kato - Ikoma Kageyu (生駒 勘解由?), un oficial al clanului Ichimonji
- Jun Tazaki - Ayabe Seiji (綾部 政治?), un rival daimyo
- Hitoshi Ueki - Fujimaki Nobuhiro (藤巻 信弘?), un alt rival daimyo, bazat oarecum pe regele Franței din piesă.